# يونكيرا
بلدية يونكيرا (بالإسبانية: Yunquera) هي بلدية تقع في مقاطعة مالقة التابعة لمنطقة أندلوسيا جنوب إسبانيا.

## الديموغرافيا
بلغ عدد سكان بلدية يونكيرا 3.181 نسمة عام 2011 (وفقاً للمعهد الوطني الإسباني للإحصاء).
| 3.274 | 3.256 | 3.245 | 3.270 | 3.271 | 3.237 | 3.181 |